# Witkeelwaaierstaart
De witkeelwaaierstaart (Rhipidura albicollis) is een zangvogel uit de familie Rhipiduridae (waaierstaarten). De vogel komt voor in Zuid- en Zuidoost-Azië.

## Taxonomie
De witkeelwaaierstaart en de witvlekwaaierstaart R. albogularis uit het zuiden en westen van India werden eerder wel  als dezelfde soort beschouwd, onder andere door BirdLife International. In dat geval was de wetenschappelijke naam van de witvlekwaaierstaart: Rhipidura albicollis albogularis.

## Kenmerken
De lichaamslengte bedraagt 18 cm. De vogel is overwegend leigrijs. Kenmerkend zijn de witte wenkbrauwstreep, daaronder een zwart "masker" rond het oog en dan weer een witte keel, met verder een donkere borst en buik. De uiteinden van de staartveren zijn wit. Er zijn een groot aantal ondersoorten die verschillen in de tint van het grijs of zwart en het formaat van het wit op de keel- en in de wenkbrauwstreep.

## Verspreiding en leefgebied
Op de IOC World Bird List worden negen ondersoorten onderscheiden:
- R. a. canescens (het westen van het Himalayagebied)
- R. a. albicollis (Midden-Himalayagebied, Bangladesh en Oost-India)
- R. a. stanleyi (Oosten van het Himalayagebied, Noordoost-India en West-Myanmar)
- R. a. orissae (Het oosten en midden van India)
- R. a. celsa (Zuidoost-Tibet en verder Zuid-China, Oost-Myanmar, en het noorden van Thailand en Indochina)
- R. a. cinerascens (Zuidoost-Thailand en het zuiden van Indochina)
- R. a. atrata (het schiereiland Malakka en Sumatra)
- R. a. sarawacensis (Sarawak)
- R. a. kinabalu (Sabah en Brunei)

De witkeelwaaierstaart is een algemene vogel van altijd groenbijvend bos, zowel regenwoud als secundair bos vooral in heuvelland en middengebergte. Bijvoorbeeld in het nationaal park Gunung Kinabalu is het een algemene vogel die 's avonds foerageert op insecten die zich rond lantaarns langs de weg verzamelen.

## Status
De grootte van de populatie is niet gekwantificeerd maar de soort wordt omschreven als algemeen. Op de Rode lijst van de IUCN heeft deze soort de status niet bedreigd.